# Phyllocnistis dichotoma
Phyllocnistis dichotoma är en fjärilsart som beskrevs av Turner 1947. Phyllocnistis dichotoma ingår i släktet Phyllocnistis och familjen styltmalar. Inga underarter finns listade i Catalogue of Life.